# Ла-Палма (Калифорния)
Ла-Палма (англ. La Palma) — город в округе Ориндж в штате Калифорния в Соединённых Штатах Америки.
Согласно результатам переписи населения США, проведённой в 2020 году, число жителей города составляло 15 581 человек, что чуть больше (+ 0,1%), чем было во время предыдущей переписи прошедшей в 2010 году (15 568 человек).

## География
Город расположен на высоте около 14 метров над уровнем моря. Согласно данным представленным Бюро переписи населения США, общая площадь города составляет 1,8 квадратных мили (4,7 км2) из которых 1,78 квадратных мили (4,6 км2) занимает суша, а 0,02 квадратных мили (0,052 км2 или 1,32%) приходится на водную поверхность. Это делает Ла-Палму самым маленьким городом по площади в округе Ориндж.

## История
Первоначально сообщество было зарегистрировано как Дэйриленд  (англ. Dairyland) и являлось одним из трёх молочных городов в регионе (два других — Дэйри-Вэлли, ныне Серритос, и Дэйри-Сити, ныне Сайпресс), но когда в 1965 году молочные заводы переехали на восток, название сообщества было изменено на Ла-Пальма, в честь испанского наследия региона и его главной транспортной артерии — авеню Ла-Пальма.
26 октября 1955 года поселение было инкорпорировано и включено в реестр штата Калифорния, благодаря чему некорпоративное сообщество Ла-Палма официально получило статус города («Сity of» / «Town of»). Прошедшая через 5 лет перепись населения 1970 года зафиксировала рекордный рост числа горожан почти на полторы тысячи процентов.